# 信江勇
信江 勇（のぶえ ゆう、1989年〈平成元年〉1月8日 - ）は、日本のタレントである。本名、森本信江（もりもと のぶえ）。
大阪府大阪市出身。太田プロダクション所属。

## 来歴
1989年（平成元年）1月8日、平成誕生の日と同時に誕生した。
2000年（平成12年）、JAPAN DANCE DELIGHT全国大会に出場。
2004年（平成16年）、大阪学院大学高等学校 国際・情報コース（現：国際コース）に入学。
2008年（平成20年）6月からNHK連続テレビ小説『瞳』に『ブルーシューズ』のサユリ（ぽっちゃりさん）として出演。同年『東京セレソンデラックス』夏公演の信子役が決まっていたが、一身上の都合により降板した。
2008年後半から太田プロダクションに所属。2009年1月から芸能人女子フットサルチーム、YOTSUYA CLOVERSに所属。背番号は「10」。
2012年（平成24年）、2008年に降板した東京セレソンDXの舞台にピンチヒッターでの出演が決定。解散公演でようやく舞台に立てたことになる。
2021年に一般男性と結婚したことを、自身のブログで報告した。

## 人物
2つ上の姉がいる。
お酒は飲めるが健康を考えて普段飲まない

## 出演
YOTSUYA CLOVERS名義の活動・出演については同項目も参照。

### 映画
- すべては海になる（2010年1月23日公開）- 芸人役
- もし高校野球の女子マネージャーがドラッカーの『マネジメント』を読んだら（2011年6月4日公開）- 家庭科部長役
- 瞳をとじて（2013年11月1日公開）- ともみ役
- 愛の渦（2014年3月1日公開）- カップル（女）役
- ドッジボールの真理・伝説のレッドブルマー
- ヒメアノ～ル（2016年5月28日公開）
- ミックス。（2017年10月21日公開）
- 零落（2023年3月17日公開予定） - ゆんぼ 役[2]

### ラジオ
- インターネットラジオ ニンニンちくび（2009年7月7日放送、2219.jp）
- 文化放送 くにまるジャパン（コーナー：なるほどジャパン くにまるガールズ(仮)）

### テレビドラマ
- 連続テレビ小説 瞳（2008年3月31日 - 9月27日、NHK）- サユリ 役
- 永沢君 （2013年4月1日 - 9月30日、TBS）- 女子生徒 役
- 天魔さんがゆく（2013年9月23日、TBS）- おんぶ幽霊 役
- 私の嫌いな探偵 第5話（2014年2月14日、テレビ朝日）- ブサイクカップル 役
- なるようになるさ。 第4話（2014年5月13日、TBS）- 女子柔道部員 役
- 民王 第1話（2015年7月24日、テレビ朝日）
- 99.9-刑事専門弁護士- 第9話（2016年6月12日、TBS）- 山城家のお手伝い 役
- IQ246〜華麗なる事件簿〜（2016年10月16日 - 12月18日、TBS）- お手伝い・寧々 役
- レンタルの恋（2017年1月19日 - 3月23日、TBS）- 細井美姫 役
- 狩矢父娘シリーズ18（2017年3月23日、テレビ朝日）- 寺井サヤカ 役
- 精霊の守り人II 悲しき破壊神 第8 - 9話（2017年3月18日 - 25日、NHK）- ユラリー 役
- リバース 第6話（2017年5月19日、TBS）
- 絶対零度〜未然犯罪潜入捜査〜  第8話（2018年8月27日、フジテレビ）‐ 麻生美鈴 役
- 日本ボロ宿紀行 第5話（2019年2月23日、テレビ東京） ‐ 十河美知留 役
- 35歳の少女 第2話（2020年10月17日、日本テレビ） - 沙織 役

### 再現ドラマ
- 魔女たちの22時（2010年1月 、日本テレビ）
- 私の何がイケないの?（2014年12月22日、TBS）- ダンプ松本 役
- ザ!世界仰天ニュース（2015年3月25日、日本テレビ）- 裏切った彼にリベンジしたくて仰天チェンジ

### ウェブドラマ
- その愛、お金で買いました。（2017年7月15日 - 8月16日、ツイッター）[3]

### テレビバラエティなど
- 芸能人女子フットサル メルシートゥフェスタ2009（2009年、BS11デジタル）- YOTSUYA CLOVERS
- フットサル・ガールズ（2009年10月 - 2010年9月、BS日テレ）- YOTSUYA CLOVERS
- MAJIDE!! BIG IN JAPAN（2009年12月、アメリカABC）
- ものまね新人ウォーズ（2010年10月、TBS）- 前田敦子ものまね
- AKBINGO!（2011年3月2日・3月16日、日本テレビ）
- 芸能界ボス自慢サミット（2012年8月26日、関西テレビ）- 武田修宏をためすドッキリ（ブサイクAD）
- NHKworld「Kawaii international」- ぽっちゃりコーデ
- ダイエット・ヴィレッジ 8人で100kg痩せろ（2014年8月28日・9月4日・2015年2月14日・2016年2月9日、日本テレビ）
- ロンドンハーツ（テレビ朝日）
  - 動けるおデブ女王決定戦（2015年12月8日・2016年4月15日）
  - オマエは運が悪い女GP（2016年1月19日）
  - ロンドンハーツpresents 輝く!日本ドッキリスター大賞（2016年2月21日）
  - ロンハー あの人は今？（2021年8月17日）
- ライオンのごきげんよう（2016年1月21日、フジテレビ）
- PON!（2016年2月4日、日本テレビ）
- その原因、腸にあり!〜肥満!便秘!肌荒れ!花粉症!お悩み解決SP〜（2016年3月29日、フジテレビ）
- ザ!世界仰天ニュース（2016年3月30日、日本テレビ）- スタジオゲスト

### CM
- Dole バナナ - おやつバナナドリータ

### 舞台
- 今宵、秘密の花園で（2007年10月）- 斉藤蘭役
- FREE(S)プロデュース公演「第二章 Dream-sunflower-」（2012年7月18日 - 22日、エコー劇場）
- 東京セレソンDX 解散公演「笑う巨塔」（2012年10月3日 - 12月2日、全国7か所53公演　）- 鳶の弟子 えり役
- ミュージカル アンタッチャブー（福田雄一脚本・演出、2013年5月17日 - 26日）
- 100点un・チョイス!旗揚げ公演『とけないまま、とけていく』（2015年1月14日 - 18日、中目黒キンケロ・シアター）

### 雑誌
- 女性誌「FRaU」2013年11月号 泣き上戸代表×泣かない人

### ダンサー
- JAPAN DANCE DELIGHT vol.7 全国大会出場（2000年8月27日、大阪BAY SIDE JENNY）
- ayumi hamasaki DOME TOUR 2001 A（2001年7月）
- ayumi hamasaki STADIUM TOUR 2002 A（2002年7月）

### DVD
- パパイヤ鈴木プロデュース なんとなくダイエットDVD（2010年7月）

### その他
- 「信江勇のなんとな～くやってます!」（2010年7月 - ）
- 「さんぽ研究所byナビウォーク 【散歩時代＃5】」- 女性シンガー ayuco 出演